# Amor a la española
Pour plus de détails, voir Fiche technique et Distribution.
Amor a la española est un film espagnol coproduit avec l'Argentine réalisé en 1966 par Fernando Merino.
Il est classé dans le genre cinématographique des espagnolades.

## Fiche technique
- Scénario : José Luis Dibildos, Alfonso Paso d'après l'histoire de José Luis Dibildos
- Montage : Pedro del Rey, assisté de José Luis Pelaez
- Son : Adolfo Cofiño

## Interprétation
- José Luis López Vázquez : Francisco Lafaente dit Paco, un employé de la compagnie aérienne Iberia qui tombe amoureux d'une belle étrangère
- Erika Wallner : Ingrid, une belle étrangère qui tombe amoureuse de Paco mais que des complications vont faire s'éloigner de lui
- Manolo Gómez Bur : Don Patricio Ruiz, un promoteur immobilier en vacances à Torremolinos
- Alfredo Landa : Rafa, un serveur de l'hôtel de Torremolinos
- Alfonso Paso : Van Criep, un anglais à la descente facile en vacances à Torremolinos
- Laura Valenzuela : Marianne Leroix, une française en vacances à Torremolinos
- Pastor Serrador : Marcel Leroix, son mari, un français en vacances à Torremolinos
- Elena María Tejeiro : Sofía, la baby-sitter de l'enfant de Marianne et Marcel